# Pil Egholm
Pil Egholm (født 14. januar 1975) er en dansk skuespiller.
Egholm er uddannet fra Skuespillerskolen ved Aarhus Teater i 2004. Hun har bl.a. medvirket i opsætningen Små Bidder af Kiwi, der har turneret landet rundt.

## Filmografi
- Ledsaget udgang (2007)
- Frihed på prøve (2010)